# 北都留郡

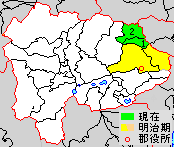
山梨県北都留郡の範囲（1.小菅村 2.丹波山村）

北都留郡（きたつるぐん）は、山梨県の郡。
人口1,068人、面積154.08km²、人口密度6.93人/km²。（2025年2月1日、推計人口）
以下の2村を含む。
- 小菅村（こすげむら）
- 丹波山村（たばやまむら）

## 郡域
1878年（明治11年）に発足した当時の郡域は、上記2村に、大月市および上野原市の一部（秋山を除く）を加えた地域である。

## 歴史

### 郡発足までの沿革
- 明治初年時点では、全域を石和代官所が管轄していた。「旧高旧領取調帳」に記載されている、都留郡のうち後の当郡域の明治初年時点に存在した村は以下の通り。○は村内に寺社除地[1]が存在。（54村）

黒野田村、○下初狩村、中初狩村、白野村、吉ヶ久保村、○真木村、○花咲村、○大月村、○駒橋村、○殿上村、小沢村、朝日小沢村、野田尻村、大椚村、○猿橋村、○小篠村、○藤崎村、○強瀬村、○浅利村、○畑倉村、○岩殿村、犬目村、○林村、○下和田村、鶴川村、○奥山村、○浅川村、桑久保村、芦垣村、○駒宮村、○上野原村、大野村、○瀬戸村、大曽根村、大倉村、○奈良子村、和見村、○鳥沢村、新田村、鶴島村、○葛野村、綱ノ上村、四日津村、新倉村、○宮谷村、川合村、塩瀬村、立野村、八ツ沢村、○小菅村、○丹波山村、○棡原村、○松留村、○西原村
- 慶応4年
  - 9月4日（1868年10月19日） - 石和県の管轄となる。
  - 10月28日（1868年12月11日） - 甲斐府の管轄となる。
- 明治2年7月20日（1869年8月27日） - 甲斐府が甲府県に改称。
- 明治3年11月20日（1871年1月10日） - 甲府県が山梨県に改称。
- 明治4年（1871年）から明治8年（1875年）にかけて下記の町村の統合が行われる。カッコ内は統合時期。（18村）
  - 笹子村 ← 黒野田村、吉ヶ久保村、白野村（明治8年）
  - 初狩村 ← 中初狩村、下初狩村（明治8年）
  - 広里村 ← 真木村、花咲村、大月村、駒橋村（明治8年2月）
  - 賑岡村 ← 浅利村、奥山村、畑倉村、岩殿村、強瀬村（明治8年1月）
  - 七保村 ← 下和田村、葛野村、林村、奈良子村、駒宮村、浅川村、瀬戸村（明治8年）
  - 大原村 ← 殿上村、小沢村、朝日小沢村、猿橋村、藤崎村、小篠村（明治4年）
  - 富浜村 ← 宮谷村、鳥沢村（明治8年1月）
  - 大目村 ← 犬目村、大野村（明治8年1月）
  - 梁川村 ← 綱ノ上村、新倉村、立野村、塩瀬村（明治7年）
  - 甲東村 ← 野田尻村、桑久保村、芦垣村、和見村（明治8年）
  - 巌村 ← 四日津村、川合村、八ッ沢村、松留村（明治8年11月）
  - 大鶴村 ← 大倉村、大曽根村、大椚村、鶴川村（明治5年1月）
  - 島田村 ← 新田村、鶴島村（明治8年11月）

### 郡発足後の沿革
- 明治11年（1878年）12月19日 - 郡区町村編制法の山梨県での施行により、都留郡のうち18村の区域をもって北都留郡が発足。郡役所を大原村に設置。

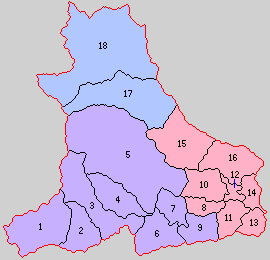
1.笹子村 2.初狩村 3.広里村 4.賑岡村 5.七保村 6.大原村 7.富浜村 8.大目村 9.梁川村 10.甲東村 11.巌村 12.大鶴村 13.島田村 14.上野原村 15.西原村 16.棡原村 17.小菅村 18.丹波山村（紫：大月市 赤：上野原市 青：合併なし）

- 明治22年（1889年）7月1日 - 町村制の施行により、以下の町村が発足。（18村）
  - 笹子村、初狩村、広里村、賑岡村、七保村、大原村、富浜村（現・大月市）
  - 大目村（現・上野原市）
  - 梁川村（現・大月市）
  - 甲東村、巌村、大鶴村、島田村、上野原村、西原村、棡原村（現・上野原市）
  - 小菅村、丹波山村（現存）
- 明治24年（1891年）8月1日 - 郡制を施行。
- 明治30年（1897年）12月27日 - 上野原村が町制施行して上野原町となる。（1町17村）
- 大正12年（1923年）3月31日 - 郡会が廃止。郡役所は存続。
- 大正15年（1926年）6月30日 - 郡役所が廃止。以降は地域区分名称となる。
- 昭和8年（1933年）4月1日 - 広里村が町制施行・改称して大月町となる。（2町16村）
- 昭和10年（1935年）4月1日 - 大原村が町制施行・改称して猿橋町となる。（3町15村）
- 昭和29年（1954年）
  - 4月1日 - 七保村が町制施行して七保町となる。（4町14村）
  - 8月8日 - 大月町・猿橋町・七保町・梁川村・笹子村・初狩村・賑岡村が合併して大月市が発足し、郡より離脱。（1町10村）
  - 9月8日 - 富浜村が大月市に編入。（1町9村）
- 昭和30年（1955年）4月1日 - 上野原町・棡原村・西原村・島田村・大鶴村・巌村・甲東村・大目村が合併し、改めて上野原町が発足。（1町2村）
- 平成17年（2005年）2月13日 - 上野原町が南都留郡秋山村と合併して上野原市が発足し、郡より離脱。（2村）

### 変遷表
| 明治22年10月1日 | 明治22年 - 大正15年   | 昭和元年 - 昭和29年            | 昭和元年 - 昭和29年         | 昭和30年 - 昭和64年     | 平成元年 - 現在          | 現在     |
| --------------- | --------------------- | ------------------------------ | --------------------------- | ----------------------- | ------------------------ | -------- |
| 広里村          | 広里村                | 昭和8年4月1日 町制改称 大月町  | 昭和29年8月8日 大月市       | 大月市                  | 大月市                   | 大月市   |
| 大原村          | 大原村                | 昭和10年4月1日 町制改称 猿橋町 | 昭和29年8月8日 大月市       | 大月市                  | 大月市                   | 大月市   |
| 七保村          | 七保村                | 昭和29年4月1日 町制            | 昭和29年8月8日 大月市       | 大月市                  | 大月市                   | 大月市   |
| 梁川村          | 梁川村                | 梁川村                         | 昭和29年8月8日 大月市       | 大月市                  | 大月市                   | 大月市   |
| 笹子村          | 笹子村                | 笹子村                         | 昭和29年8月8日 大月市       | 大月市                  | 大月市                   | 大月市   |
| 初狩村          | 初狩村                | 初狩村                         | 昭和29年8月8日 大月市       | 大月市                  | 大月市                   | 大月市   |
| 賑岡村          | 賑岡村                | 賑岡村                         | 昭和29年8月8日 大月市       | 大月市                  | 大月市                   | 大月市   |
| 富浜村          | 富浜村                | 富浜村                         | 昭和29年9月8日 大月市に編入 | 大月市                  | 大月市                   | 大月市   |
| 上野原村        | 明治30年12月27日 町制 | 上野原町                       | 上野原町                    | 昭和30年4月1日 上野原町 | 平成17年2月13日 上野原市 | 上野原市 |
| 棡原村          | 棡原村                | 棡原村                         | 棡原村                      | 昭和30年4月1日 上野原町 | 平成17年2月13日 上野原市 | 上野原市 |
| 西原村          | 西原村                | 西原村                         | 西原村                      | 昭和30年4月1日 上野原町 | 平成17年2月13日 上野原市 | 上野原市 |
| 島田村          | 島田村                | 島田村                         | 島田村                      | 昭和30年4月1日 上野原町 | 平成17年2月13日 上野原市 | 上野原市 |
| 大鶴村          | 大鶴村                | 大鶴村                         | 大鶴村                      | 昭和30年4月1日 上野原町 | 平成17年2月13日 上野原市 | 上野原市 |
| 巌村            | 巌村                  | 巌村                           | 巌村                        | 昭和30年4月1日 上野原町 | 平成17年2月13日 上野原市 | 上野原市 |
| 甲東村          | 甲東村                | 甲東村                         | 甲東村                      | 昭和30年4月1日 上野原町 | 平成17年2月13日 上野原市 | 上野原市 |
| 大目村          | 大目村                | 大目村                         | 大目村                      | 昭和30年4月1日 上野原町 | 平成17年2月13日 上野原市 | 上野原市 |
| 小菅村          | 小菅村                | 小菅村                         | 小菅村                      | 小菅村                  | 小菅村                   | 小菅村   |
| 丹波山村        | 丹波山村              | 丹波山村                       | 丹波山村                    | 丹波山村                | 丹波山村                 | 丹波山村 |

## 行政
歴代郡長
| 代 | 氏名   | 就任年月日                 | 退任年月日                | 備考                   |
| -- | ------ | -------------------------- | ------------------------- | ---------------------- |
| 1  |        | 明治12年（1878年）12月19日 |                           |                        |
|    | 岸正形 |                            |                           |                        |
|    |        |                            | 大正15年（1926年）6月30日 | 郡役所廃止により、廃官 |